# John Cappelletti
John Cappelletti (Filadelfia, 9 agosto 1952) è un ex giocatore di football americano statunitense.

## Carriera professionistica
Scelto come 11º assoluto nel Draft NFL 1974, Cappelletti militò nel campionato professionistico americano tra il 1974 e il 1983, giocando come running back nei Los Angeles Rams e nei San Diego Chargers, successivamente si è dato all'imprenditoria e vive a Laguna Niguel, in California, insieme a sua moglie Betty Anne Berry e ai suoi 4 figli.
Famoso è il suo discorso tenuto alla cerimonia di premiazione con l'Heisman Trophy. Cappelletti dedicò il premio al fratello undicenne malato di leucemia e presente in sala con la famiglia. Parlando della sua battaglia sui campi da football Cappelletti concluse dicendo che “la differenza è che per me la battaglia è solo di sabato e solo d'inverno. Per Joseph è tutto l'anno, ed è una battaglia interminabile. Penso che questo premio sia molto più suo che mio visto la fonte di grande ispirazione che è stato per me”. In sala era presente anche il vicepresidente americano Gerald Ford. In seguito Cappelletti commosse ancora tutta l'America con il suo libro autobiografico “Something for Joey” dedicato al fratellino morto nel 1976.

## Palmarès
- Heisman Trophy - 1973